# 谢志成 (1963年)
谢志成（1963年4月—），江苏溧阳人，汉族，中国共产党党员。中华人民共和国政治人物、第十三届全国人民代表大会江苏省代表。

## 生平
2018年，谢志成被选为江苏省出席第十三届全国人民代表大会代表。